# Buxton

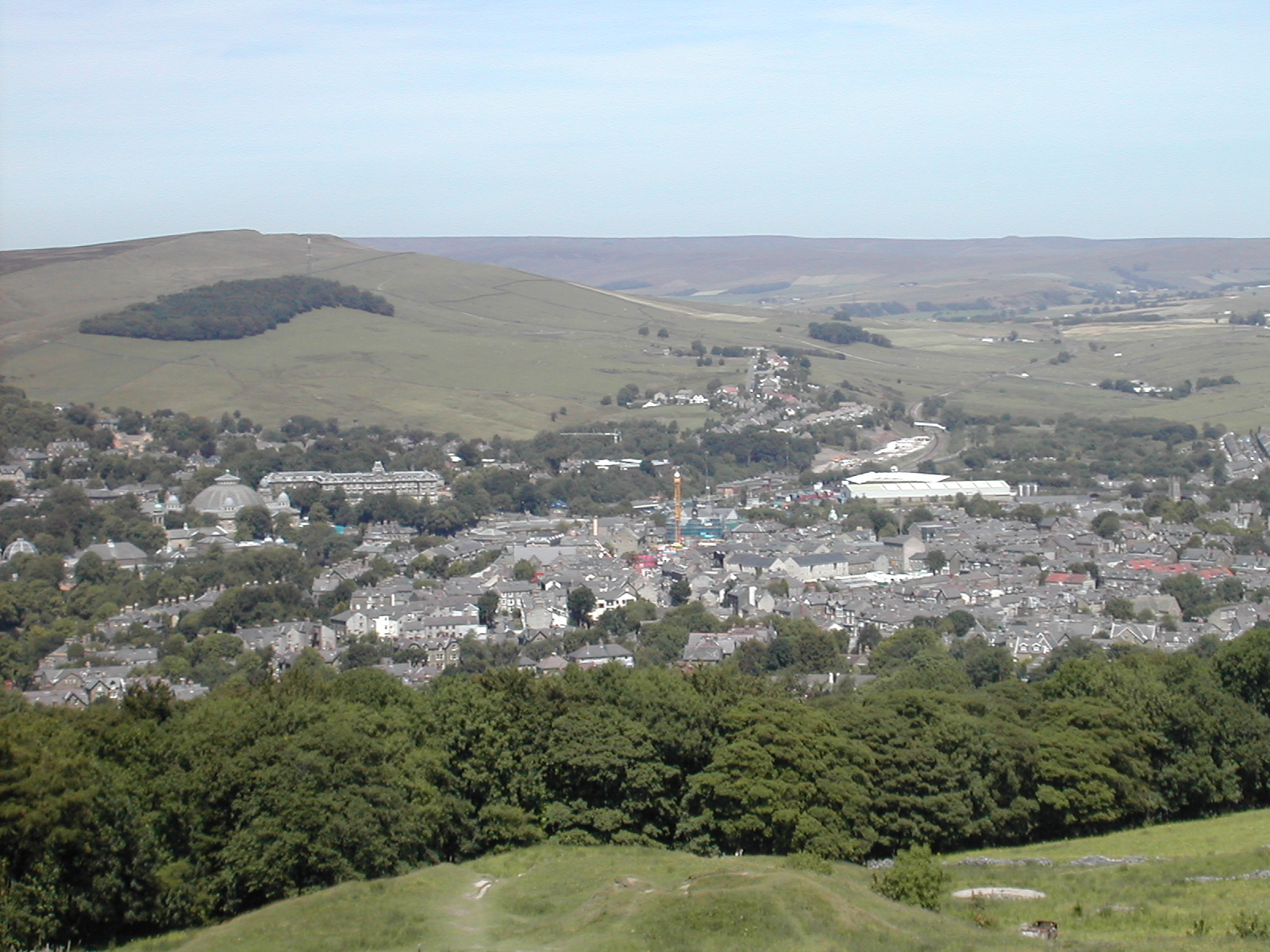
Utsikt över Buxton från Peak District.

Buxton är en stad i den nordvästra delen av grevskapet Derbyshire i England. Staden ligger i distriktet High Peak, cirka 33 kilometer sydost om Manchester och cirka 32 kilometer sydväst om Sheffield. Tätorten (built-up area) hade 22 115 invånare vid folkräkningen år 2011.
Det är en kurort och den varma källan i staden utnyttjades redan av romarna, som kallade platsen Aquae Arnemetiae. I modern tid utvecklades Buxton som brunnsort främst under 1700- och 1800-talen.